# Бейкер, Рик
Рик Бейкер (англ. Richard A. «Rick» Baker, родился 8 декабря 1950) — американский специалист по спецэффектам и специальному гриму.

## Биография
Рик Бейкер с детства увлекался спецэффектами. Так, однажды он сделал себе костюм гориллы и ходил по кинотеатрам под открытым небом (drive-in), где на то время демонстрировался фильм «Планета обезьян» (1968), и пугал зрителей, сидящих в машинах. В школе он также стал экспериментировать с гримом — загримировал своего 14-летнего одноклассника под старика и собирался поселить его в доме для престарелых, выдав себя за его внука.
Рик Бейкер принимал участие в работе над видеоклипами Майкла Джексона «Триллер» (1983) и «Призраки» (1997).

## Награды
Рик Бейкер стал самым первым обладателем кинопремии «Оскар» в созданной категории за лучший грим к картине «Американский оборотень в Лондоне» (1981). Также он был награждён несколькими «Оскарами» за грим, созданный к кинокартинам «Гарри и Хендерсоны» (1987), «Эд Вуд» (1994) (совместно с Иоландой Туссьенг и Ве Нилл), «Чокнутый профессор» (1996) и «Люди в чёрном» (1997) — оба последних раза награда вручалась ему совместно с Дэвидом Ле Роем Андерсоном, «Гринч — похититель Рождества» (2000) (совместно с Гейл Роуэлл-Райан).
Бейкера неоднократно номинировали на «Оскар» за грим к таким картинам как: «Грейстоук» (1984), «Поездка в Америку» (1988), «Могучий Джо Янг» (1998), «Пожизненно» (1999).
Также Бейкер неоднократно получал приз кинопремии «Сатурн» от Академии фантастических фильмов, фэнтези и фильмов ужасов США за специальный грим к фильмам «Звёздные войны: Эпизод 4 — Новая надежда» (1977) совместно с Стюартом Фриборном, «Ярость» (1978), «Американский оборотень в Лондоне» (1981), «Чокнутый профессор» (1996), «Гринч — похититель Рождества» (2000).
Также Бейкер номинировался на кинопремию на «Сатурн» за специальный грим к таким кинофильмам как: «Вой» (1981) совместно с Робом Боттином, «Гарри и Хендерсоны» (1987), «Гремлины-2» (1990), «Волк» (1994), «Бэтмен навсегда» (1995), «Страшилы» (1996), «Люди в чёрном» (1997), «Могучий Джо Янг» (1998), «Чокнутый профессор-2» (2000), «Планета обезьян» (2001) совместно с Джоном Блейком, «Звонок» (2002), «Особняк с привидениями» (2003).
Рик Бейкер награждался призом кинопремии BAFTA за специальный грим к кинокартинам «Грейсток» (1985), «Чокнутый профессор» (1996), «Гринч — похититель Рождества» (2000), а также номинировался за кинофильмы «Эд Вуд» (1994), «Люди в чёрном» (1997), «Планета обезьян» (2001).
Рик Бейкер был номинирован на кинопремию «Золотой сателлит» за фильм «Люди в чёрном» (1997). Также он был награждён премией «Эмми» за специальный грим к телефильму «Автобиография мисс Джейн Питтман» (1974) совместно со Стэном Уинстоном. Также несколько раз был номинирован на премию «Эмми» за телесериал «Красавица и чудовище» (1987), телефильм «Нечто не отсюда» («Something Is Out There») (1988).
30 ноября 2012 года был удостоен именной звезды на Голливудской «Аллее славы» за вклад в киноиндустрию, по адресу: 6764 Голливудский бульвар, напротив Музея рекордов Гиннесса.
28 мая 2015 года Рик Бейкер объявил, что собирается покинуть кинематограф, объяснив это тем, что в современном кино осталось слишком мало места для физических спецэффектов.

## Избранная фильмография
Ниже представлена выборочная фильмография фильмов, в создании спецэффектов которых принимал участие Рик Бейкер.
- «Человек-волк» (The Wolfman), 2010
- «Солдаты неудачи» (Tropic Thunder), 2008
- «Люди Икс. Последнее противостояние» (X-Men-3: The Last Stand), 2006
- «Звонок 2» (The Ring Two), 2005
- «Проклятые» (Cursed), 2004
- «Хэллбой» (Hellboy), 2004
- «Особняк с привидениями» (The Haunted Mansion), 2003
- «Звонок» (The Ring), 2002
- «Люди в чёрном 2» (Men in Black II), 2002
- «Планета обезьян» (Planet of the Apes), 2001
- «Как Гринч украл Рождество» (How the Grinch Stole Christmas), 2000
- «Чокнутый профессор 2. Семейка Клампов» (Nutty Professor II: The Klumps), 2000
- «Дикий-дикий Вест» (Wild Wild West), 1999
- «Могучий Джо Янг» (Mighty Joe Young), 1998
- «Психоз» (Psycho), 1998
- «Адвокат дьявола» (The Devil’s Advocate), 1997
- «Бэтмен и Робин» (Batman & Robin), 1997
- «Люди в чёрном» (Men in Black), 1997
- «Побег из Лос-Анджелеса» (Escape from L.A.), 1996
- «Страшилы» (The Frighteners), 1996
- «Чокнутый профессор» (The Nutty Professor), 1996
- «Бэтмен навсегда» (Batman Forever), 1995
- «Эд Вуд» (Ed Wood), 1994
- «Волк» (Wolf), 1994
- «Мешки для трупов» (Body Bags), 1993
- «Ракетчик» (The Rocketeer), 1991
- «Гремлины-2. Новенькая партия» (Gremlins 2: The New Batch), 1990
- «Гориллы в тумане» (Gorillas in the Mist: The Story of Dian Fossey), 1988
- «Поездка в Америку» (Coming to America), 1988
- «Гарри и Хендерсоны» (Harry and the Hendersons), 1987
- «Они живут-3» (It’s Alive III: Island of the Alive), 1987
- «Макс, любовь моя» (Max mon amour), 1986
- «Кокон» (Cocoon), 1985
- «Мой научный проект» (My Science Project), 1985
- «Грейстоук: Легенда о Тарзане, повелителе обезьян» (Greystoke: The Legend of Tarzan, Lord of the Apes), 1984
- «Человек со звезды» (Starman), 1984
- «Видеодром» (Videodrome), 1983
- «Американский оборотень в Лондоне» (An American Werewolf in London), 1981
- «Смертельный балаган» (The Funhouse), 1981
- «Невероятно уменьшившаяся женщина» (The Incredible Shrinking Woman), 1981
- «Вой» (The Howling), 1981
- «Остров Тани» (Tanya’s Island), 1980
- «Они живут-2» (It Lives Again), 1978
- «Ярость» (The Fury), 1978
- «Невероятно расплавляющийся человек» (The Incredible Melting Man), 1977
- «Звёздные войны» (Star Wars), 1977
- «Кинг-Конг» (King Kong), 1976
- «Пища Богов» (The Food of the Gods), 1976
- «Корча» (Squirm), 1976
- «По следу лунного чудовища» (Track of the Moon Beast), 1976
- «Стояк Гордон» (Flesh Gordon), 1974
- «Оно живо» (It’s Alive), 1974
- «Шлок» (Schlock), 1973
- «Убийцы полицейских» (Cop Killers), 1973
- «Живи и дай умереть» (Live and Let Die), 1973
- «Черный Цезарь» (Black Caesar), 1973
- «Кость» (Bone), 1972
- «Нечто с двумя головами» (The Thing with Two Heads), 1972
- «Человек-осьминог» (Octaman), 1971 Гонорар Рика за работу над специальным гримом к картине составил 1 000 долларов США.
- «Невероятный двухголовый трансплантат» (The Incredible 2-Headed Transplant), 1971

| Полный список наград и номинаций                                | Полный список наград и номинаций | Полный список наград и номинаций                                  | Полный список наград и номинаций | Полный список наград и номинаций |
| Категория                                                       | Год                              | Фильм / Телесериал                                                | Итог                             |                                  |
| «Оскар»                                                         | «Оскар»                          | «Оскар»                                                           | «Оскар»                          |                                  |
| --------------------------------------------------------------- | -------------------------------- | ----------------------------------------------------------------- | -------------------------------- | -------------------------------- |
| Лучший грим                                                     | 1982                             | • Американский оборотень в Лондоне                                | Награда                          |                                  |
| Лучший грим                                                     | 1985                             | • Грейстоук: Легенда о Тарзане, повелителе обезьян                | Номинация                        |                                  |
| Лучший грим                                                     | 1988                             | • Гарри и Хендерсоны                                              | Награда                          |                                  |
| Лучший грим                                                     | 1989                             | • Поездка в Америку                                               | Номинация                        |                                  |
| Лучший грим                                                     | 1995                             | • Эд Вуд                                                          | Награда                          |                                  |
| Лучший грим                                                     | 1997                             | • Чокнутый профессор                                              | Награда                          |                                  |
| Лучший грим                                                     | 1998                             | • Люди в чёрном                                                   | Награда                          |                                  |
| Лучшие визуальные эффекты                                       | 1999                             | • Могучий Джо Янг                                                 | Номинация                        |                                  |
| Лучший грим                                                     | 2000                             | • Пожизненно / Life                                               | Номинация                        |                                  |
| Лучший грим                                                     | 2001                             | • Гринч — похититель Рождества                                    | Награда                          |                                  |
| Лучший грим                                                     | 2008                             | • Уловки Норбита                                                  | Номинация                        |                                  |
| Лучший грим                                                     | 2011                             | • Человек-волк                                                    | Награда                          |                                  |
| «Сатурн»                                                        |                                  |                                                                   |                                  |                                  |
| Лучший грим                                                     | 1978                             | • Звёздные войны. Эпизод IV: Новая надежда                        | Награда                          |                                  |
| Лучший грим                                                     | 1979                             | • Ярость                                                          | Награда                          |                                  |
| Лучший грим                                                     | 1981                             | • Вой                                                             | Номинация                        |                                  |
| Лучший грим                                                     | 1982                             | • Американский оборотень в Лондоне                                | Награда                          |                                  |
| Лучший грим                                                     | 1988                             | • Гарри и Хендерсоны                                              | Номинация                        |                                  |
| Лучшие спецэффекты                                              | 1991                             | • Гремлины 2: Новенькая партия                                    | Номинация                        |                                  |
| Лучший грим                                                     | 1995                             | • Эд Вуд                                                          | Награда                          |                                  |
| Лучший грим                                                     | 1995                             | • Волк                                                            | Номинация                        |                                  |
| Лучший грим                                                     | 1996                             | • Бэтмен навсегда                                                 | Номинация                        |                                  |
| Лучший грим                                                     | 1997                             | • Чокнутый профессор                                              | Награда                          |                                  |
| Лучший грим                                                     | 1997                             | • Страшилы                                                        | Номинация                        |                                  |
| Лучший грим                                                     | 1998                             | • Люди в чёрном                                                   | Номинация                        |                                  |
| Лучшие спецэффекты                                              | 1998                             | • Люди в чёрном                                                   | Номинация                        |                                  |
| Лучшие спецэффекты                                              | 1999                             | • Могучий Джо Янг                                                 | Номинация                        |                                  |
| Лучший грим                                                     | 2001                             | • Гринч — похититель Рождества                                    | Награда                          |                                  |
| Лучший грим                                                     | 2001                             | • Чокнутый профессор 2: Семья Клампов                             | Номинация                        |                                  |
| Лучший грим                                                     | 2002                             | • Планета обезьян                                                 | Номинация                        |                                  |
| Лучший грим                                                     | 2003                             | • Звонок                                                          | Номинация                        |                                  |
| Лучший грим                                                     | 2004                             | • Особняк с привидениями                                          | Номинация                        |                                  |
| Лучший грим                                                     | 2011                             | • Человек-волк                                                    | Награда                          |                                  |
| «BAFTA»                                                         |                                  |                                                                   |                                  |                                  |
| Лучший грим                                                     | 1985                             | • Грейстоук: Легенда о Тарзане, повелителе обезьян                | Награда                          |                                  |
| Лучший грим                                                     | 1996                             | • Эд Вуд                                                          | Номинация                        |                                  |
| Лучший грим                                                     | 1997                             | • Чокнутый профессор                                              | Награда                          |                                  |
| Лучшие визуальные эффекты                                       | 1998                             | • Люди в чёрном                                                   | Номинация                        |                                  |
| Лучший грим                                                     | 2001                             | • Гринч — похититель Рождества                                    | Награда                          |                                  |
| Лучший грим                                                     | 2002                             | • Планета обезьян                                                 | Номинация                        |                                  |
| «Эмми»                                                          |                                  |                                                                   |                                  |                                  |
| Outstanding Achievement in Makeup                               | 1974                             | • Автобиография мисс Джейн Питтман (ТВ)                           | Награда                          |                                  |
| Outstanding Achievement in Makeup for a Miniseries or a Special | 1988                             | • Что-то не отсюда (ТВ)                                           | Номинация                        |                                  |
| Outstanding Achievement in Makeup for a Series                  | 1988                             | • Красавица и чудовище (сериал) для эпизода «To Reign in Hell»    | Номинация                        |                                  |
| Outstanding Achievement in Makeup for a Series                  | 1988                             | • Красавица и чудовище (сериал) для эпизода «Promises of Someday» | Номинация                        |                                  |
| Outstanding Achievement in Makeup for a Series                  | 1989                             | • Красавица и чудовище (сериал) для эпизода «Brothers»            | Номинация                        |                                  |
| CableACE Award                                                  |                                  |                                                                   |                                  |                                  |
| Make-Up                                                         | 1994                             | • Мешки для трупов (ТВ)                                           | Номинация                        |                                  |
| «Спутник»                                                       |                                  |                                                                   |                                  |                                  |
| Outstanding Visual Effects                                      | 1998                             | • Люди в чёрном                                                   | Номинация                        |                                  |
| Phoenix Film Critics Society Awards                             |                                  |                                                                   |                                  |                                  |
| Лучший грим                                                     | 2001                             | • Гринч — похититель Рождества                                    | Награда                          |                                  |
| Лучший грим                                                     | 2002                             | • Планета обезьян                                                 | Награда                          |                                  |
| Hollywood Makeup Artist and Hair Stylist Guild Awards           |                                  |                                                                   |                                  |                                  |
| Best Special Makeup Effects — Feature                           | 2001                             | • Гринч — похититель Рождества                                    | Награда                          |                                  |
| Best Special Makeup Effects — Feature                           | 2002                             | • Планета обезьян                                                 | Награда                          |                                  |
| Las Vegas Film Critics Society Awards                           |                                  |                                                                   |                                  |                                  |
| Special Achievement Award (for the make-up design)              | 2002                             | • Планета обезьян                                                 | Награда                          |                                  |
| Eyegore Awards                                                  |                                  |                                                                   |                                  |                                  |
|                                                                 | 2009                             |                                                                   | Награда                          |                                  |